# نوازل بلورية

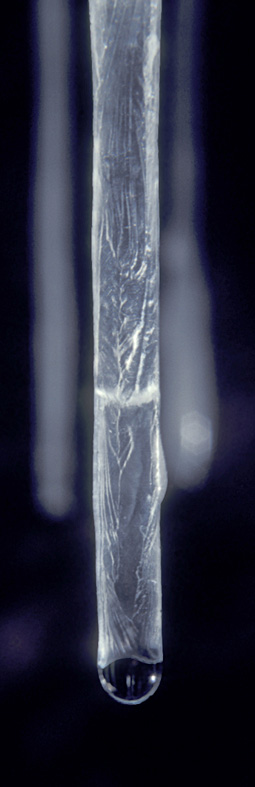
نازلة بلّوريّة عن قرب

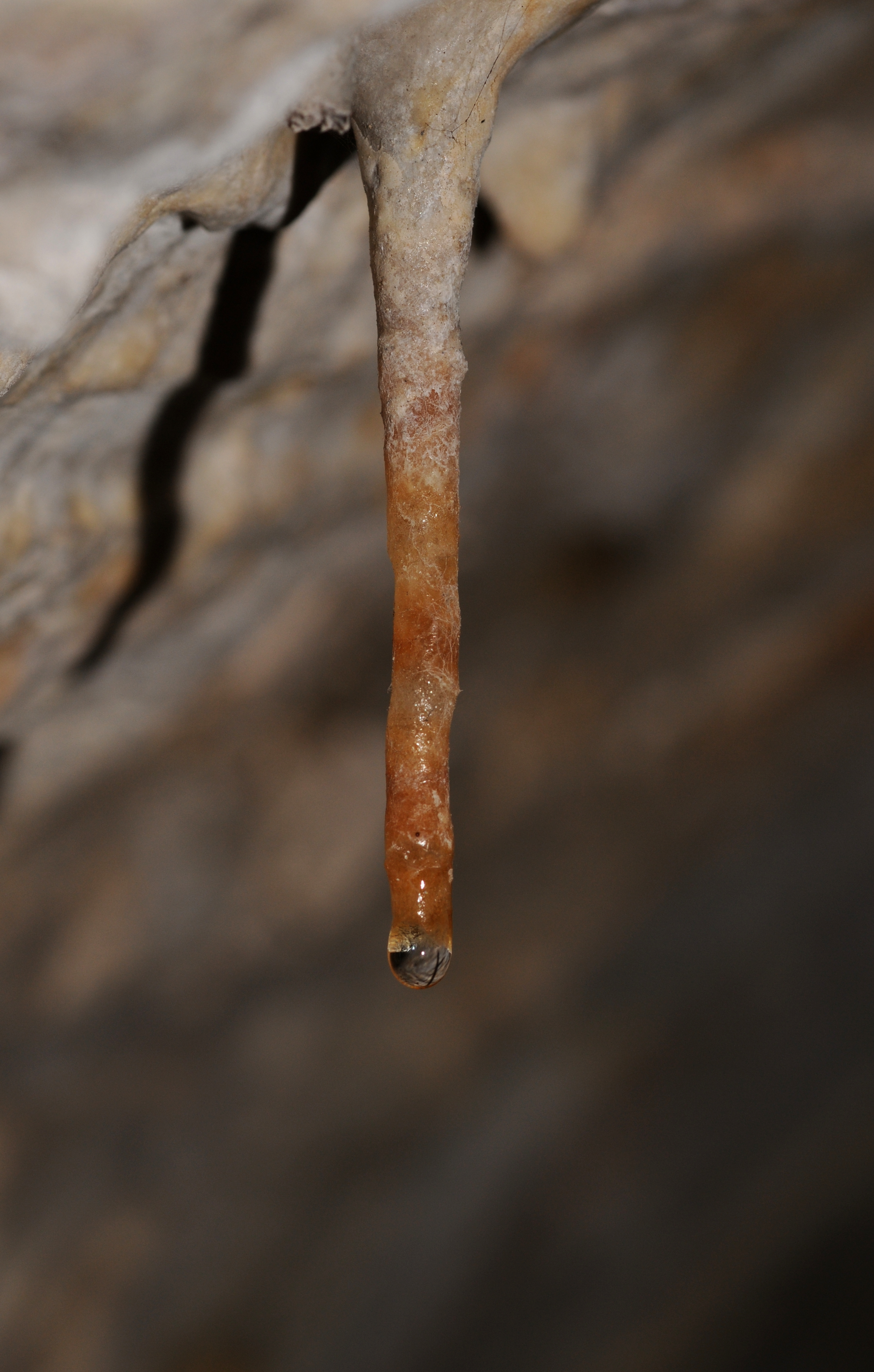
نازلة بلّورية

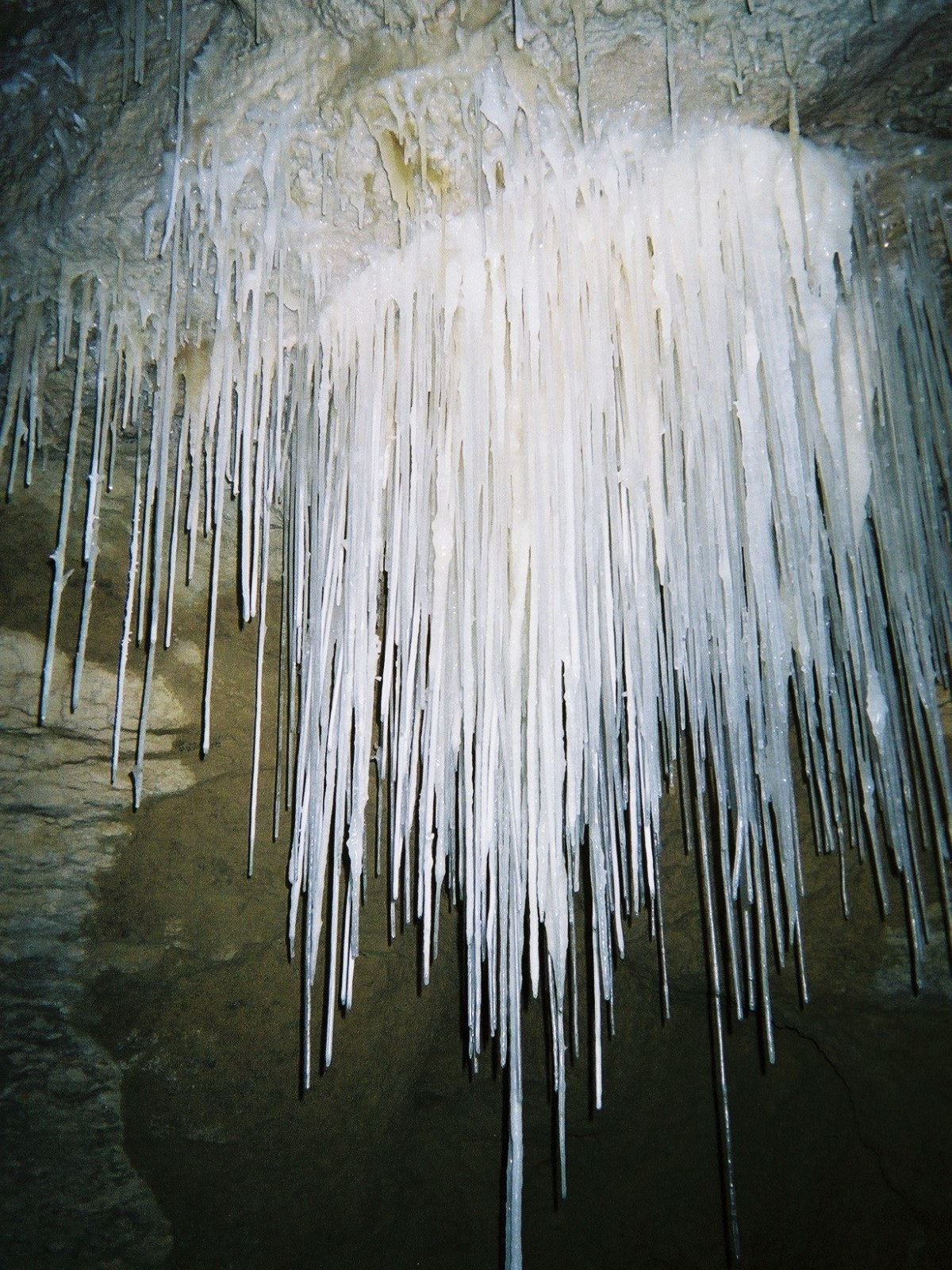
نوازل بلورية في نيوزيلاندا

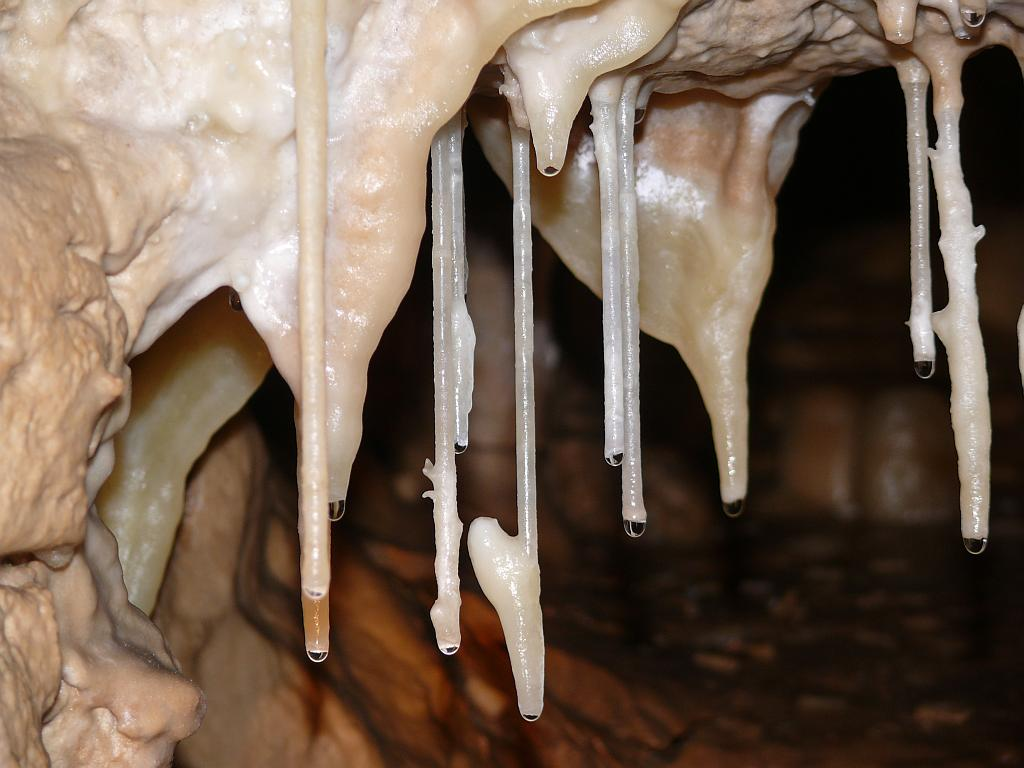
نوازل بلّورية تتحوّل إحداها إلى نازلة عاديّة

النّوازل البلّوريّة هي نوازل رفيعة تمثّل أنابيب طبيعيّة تشكّلت من ترسّبات الكالسيت الّتي يحملها معه الماء المترشّح. موقع تواجدها الطّبيعيّ هو الكهوف والمغارات.

## التّشكّل والتّطوّر

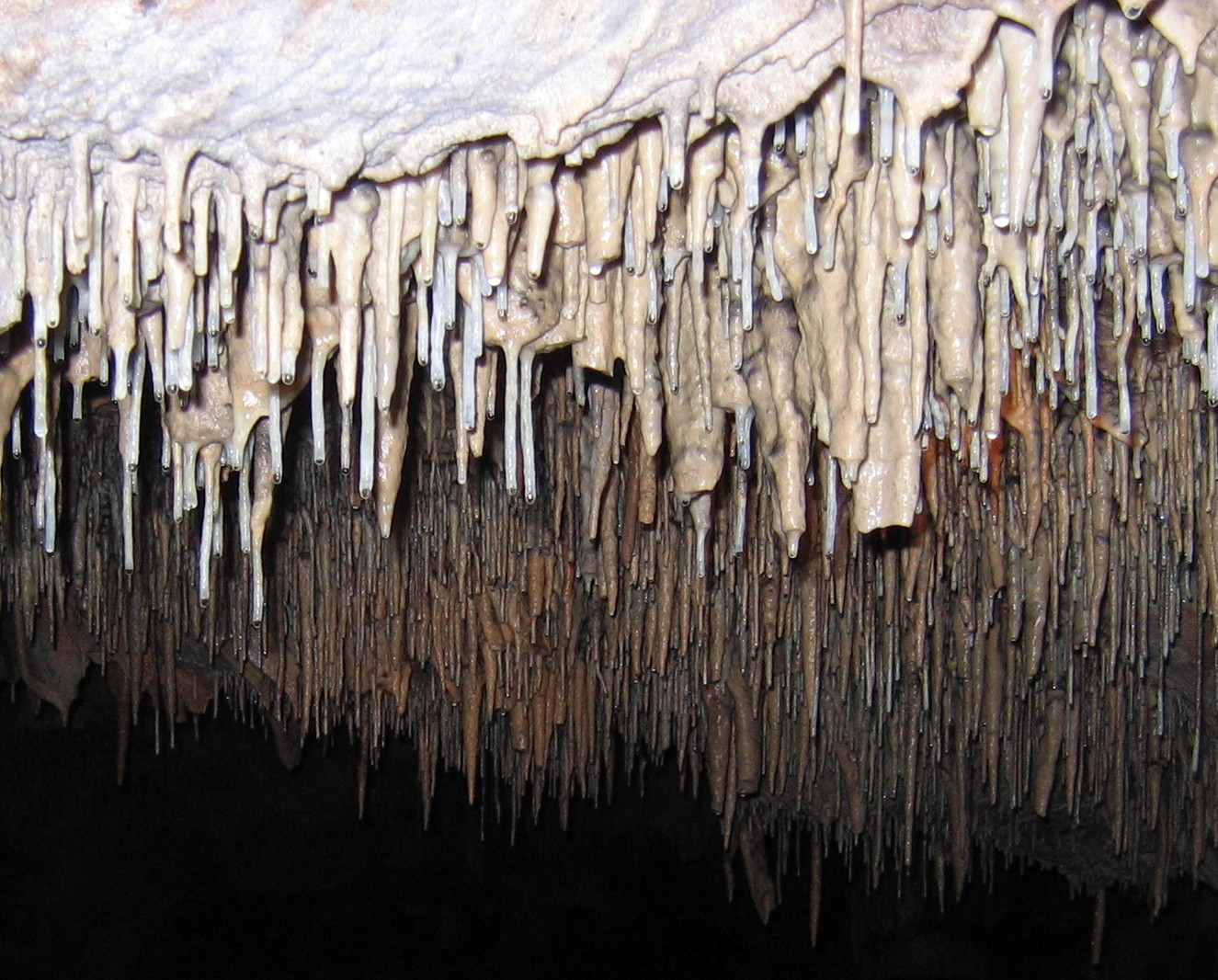
النوازل، هيرولت، فرنسا.

تتشكّل النّوازل البلّوريّة كبقيّة النّوازل : فعندما يبدأ الماء الحمضيّ بالتّقاطر عبر الشّقوق في الطّبقات الرّسوبيّة حاملا معه التّرسّبات من الكالسيت، يترك وراءه هذه التّرسّبات ممّا يتسبّب في بداية ظهور هذا النّوع من النّوازل.
تتشكّل في البداية قنوات رفيعة يبقى الماء يمرّ عبرها، وعبر آلاف السّنين يزيد طولها بفعل نفس التّرسّبات الّتي شكّلتها، حتّى أنّها يمكن أن تصل إلى ديسيمترات عديدة ممّا يجعل لها منظرا أخّإذا، لكنّها تبقى دائما هشّة قابلة للكسر حتّى بفعل هبّة ريح في بعض الحالات، أو بفعل وزنها ذاته !
يمكن لهذه القنوات أن تنسدّ بفعل الموادّ الّتي ترد في التّرسّبات، أو بصفة أكبر بفعل المتغيّرات الخارجيّة (فيضانات مثلا). عندئذ يحوّل الماء وجهته بعد أن تعذّر عليه المرور عبد القناة المركزيّة، فيبقى يحوم حول غلاف النّازلة البلّوريّة إلى أن يجد طريقا يكمل عبره رحلته في سقف الكهف أو جدرانه، وبذلك، يتحوّل تخلّي الماء عن التّرسّبات العالقة فيه إلى خارج النّازلة البلّوريّة، وهو ما يحوّلها إلى نازلة عاديّة.

## نوازل بلّوريّة استثنائيّة
توجد في العالم عديد الكهوف الّتي نرى فيها نوازل بلّوريّة مذهلة. ففي أوروبا مثلا يبلغ طول النّوازل البلّوريّة الأطول المكتشفة إلى الآن 4.3 م وذلك في مغارات فالورب في سويسرا.
في العالم العربيّ، توجد العديد منها كذلك، وأطولها في مغارة عين الذّهب في تونس، إذ يتراوح طول النّوازل البلّوريّة الأقصى بها بين 4.6 و5 م.